# خانات قبه
خانات قبه (به انگلیسی: Quba Khanate، به ترکی آذربایجانی: Quba xanlığı) یکی از شناخته‌شده‌ترین خان‌نشین‌های نیمه‌مستقل در ناحیه قفقاز بود که میان سال سال‌های ۱۷۲۶ تا ۱۸۰۶ جزئی از خاک ایران بود. این خان‌نشین در سال ۱۷۲۶ میلادی به دست حسین‌علی‌خان تأسیس شد و نخستین پایتخت آن تا سال ۱۷۳۵ خودات بود که پس از آن به شهر قوبا تغییر پیدا کرد. این خانات از خاور با دریای کاسپین، از شمال با خانات دربند، از باختر با خانات شکی و از جنوب با خانات باکو و خانات شیروان همسایه بود.
خانات قبه در زمان فتحعلی‌خان قبه‌ای به بیشترین شهرت و شناخته‌شدگی خود رسید. پس از مرگ فتحعلی‌خان، از نفوذ و قدرت خانات قبه کاسته شد؛ در نتیجه فتوحات محمدخان قاجار و ویرانی که به وجود آمده بود، اتحاد خان‌های شمالی ایران از هم پاشید. در سال ۱۸۰۴ میلادی روسیه به شهر گنجه در ایران حمله کرد و جنگ اول ایران و روسیه در سالهای ۱۸۰۴ تا ۱۸۱۳ آغاز شد و خانات قبه در سال ۱۸۰۶ میلادی به دست روسیه فتح شد و مطابق معاهده گلستان در تاریخ ۲۴ اکتبر ۱۸۱۳ میلادی از ایران جدا شد و تا سال ۱۸۱۶ به طور کامل در استان و فرمانداری تازه‌ایجادشده شماخا یا شماخی گنجانده شد.

## خان‌ها
- ۱۶۸۰ – ۱۷۲۱ - حسین‌علی‌خان
- ۱۷۲۱ - احمدخان
- ۱۷۲۱ – ۱۷۲۲ - چلاق سرخای خان
- ۱۷۲۲ – ۱۷۵۸ - حسین‌علی‌خان
- ۱۷۵۸ – ۱۷۸۹ - فتحعلی‌خان قبه‌ای
- ۱۷۸۹ – ۱۷۹۱ - احمدخان
- ۱۷۹۱ – ۱۸۰۶ - شیخ‌علی آقا
- ۱۸۰۶ – ۱۸۱۶ - حسین‌خان